# System Architecture Evolution
System Architecture Evolution (SAE) je architektura jádra sítě pro bezdrátový komunikační standard LTE vyvinutý sdružením 3GPP.
SAE je dalším vývojovým stupněm jádra sítě GPRS s cílem dosáhnout vyšší propustnosti a nižší latence, umožnit použití různých rádiových přístupových sítí včetně E-UTRA (rádiové rozhraní LTE a LTE Advanced), a starších systémů 3GPP (například GERAN nebo UTRAN, což jsou rádiová rozhraní General Packet Radio Service (GPRS) a Universal Mobile Telecommunications System (UMTS)), ale také ne3GPP systémů (například Wi-Fi, WiMAX nebo CDMA2000), včetně mobility mezi různými sítěmi.

## SAE Architektura
SAE má plochou architekturu postavenou výhradně na protokolu IP s oddělením provozu pro řídicí rovinu a uživatelskou rovinu.

### Evolved Packet Core (EPC)
Hlavní komponentou architektury SAE je Evolved Packet Core (EPC), známé také jako SAE jádro. EPC funguje jako ekvivalent sítě GPRS. Dílčí komponenty EPC jsou:

#### MME (Mobility Management Entity)
MME je klíčový řídicí uzel pro přístupovou síť LTE. Je odpovědný za stránkování uživatelských zařízení (UE) v nečinném režimu a tagging postup včetně opakování vysílání. Účastní se procesu aktivace a deaktivace nosiče a je také odpovědný za výběr obslužné brány pro UE při počátečním připojení a při předání spojení v rámci LTE, pokud dochází ke změně uzlu jádra sítě (CN). Je odpovědný za autentizaci uživatele (komunikací s HSS). Signalizace Non Access Stratum (NAS) končí v MME a je také odpovědný za generování a přidělování dočasných identit pro UE. Kontroluje autorizaci UE do veřejné pozemní mobilní sítě (PLMN) a vynucuje roamingová omezení pro UE. MME je síťovým bodem ukončení pro šifrování a ochranu integrity pro NAS signalizaci a spravuje bezpečnostní klíče. Umožňuje zákonný odposlech signalizačního provozu. Dále poskytuje funkce řídicí roviny pro mobilitu mezi přístupovými sítěmi LTE a 2G/3G s S3 rozhraním ukončeným v MME z SGSN. MME také ukončuje S6a rozhraní směrem k HSS pro roaming uživatelských zařízení.

#### SGW (Obslužná brána)
Obslužná brána směruje a předává uživateli datové pakety, a působí také jako kotva mobility pro uživatelskou rovinu během předávání provozu z jednoho ENodeB na jiný a jako kotva pro mobilitu mezi LTE a jinými 3GPP technologiemi (ukončuje S4 rozhraní a přenáší provoz mezi systémy 2G/3G a síťovou branou paketových dat). Pro nečinný stav uživatelského zařízení, Obslužná brána ukončuje trajektorii downlink dat a spouští stránkování, když přijdou downlink data pro uživatelské zařízení. Spravuje a ukládá kontexty UE, například parametry přenosové služby IP, síťové interní směrovací informace. Také provádí replikaci uživatelského provozu v případě zákonného odposlechu provozu.

#### PGW (Síťová brána paketových dat)
Síťová brána paketových dat (anglicky Packet Data Network Gateway, PGW, také PDN gateway) funguje jako vstupní a výstupní bod provozu a poskytuje konektivitu z uživatelského zařízení (UE) do externích sítí s paketovým přenosem dat (PDNs). Uživatelské zařízení může mít současnou konektivitu s více než jednou Síťovou branou paketových dat pro přístup k více datovým sítím s paketovým přenosem. PDN brána vynucuje pravidla, provádí filtrování paketů pro každého uživatele, zajišťuje účtování pro účely zpoplatnění, umožňuje zákonný odposlech provozu a monitorování paketů. Další klíčovou rolí Síťové brány paketových dat je, že funguje jako kotva pro mobilitu mezi 3GPP a ne3GPP technologiemi, jako je WiMAX a 3GPP2 (CDMA 1X a EvDO).

#### HSS (Domovský účastnický server)
HSS je centrální databáze, která obsahuje informace o uživateli a jeho službách. Funkce HSS zahrnuje správu mobility, podporu vytváření volání a relací, uživatelskou autentizaci a přístupovou autorizaci. HSS je založený na domovském registru (HLR) a autentizačním centru (AuC) definovaném ještě před 4. vydáním.

#### ANDSF (Access Network Discovery and Selection Function)
ANDSF (funkce odhalování a výběru přístupových sítí) poskytuje uživatelským zařízením informace o konektivitě na přístupové sítě 3GPP i ne3GPP (např. Wi-Fi). Účelem ANDSF je napomáhat UE objevovat přístupové sítě v sousedství a poskytovat pravidla pro prioritizaci a řízení spojení do těchto sítí.

#### ePDG (Evolved brána paketových dat)
Hlavní funkcí ePDG je zabezpečit přenos dat s UE zapojený do EPC přes nedůvěryhodný ne3GPP přístup, například VoWi-Fi. Pro tento účel funguje ePDG jako uzel ukončení IPsec tunelů navázaných s UE.

## Protokoly pro Non Access Stratum (NAS)
Protokoly pro Non-Access Stratum (NAS) tvoří nejvyšší stratum řídicí roviny mezi uživatelským zařízením (UE) a MME. NAS protokoly podpora mobility UE a postupy správy relací pro vytvoření a udržování IP konektivity mezi UE a PDN GW. Definují pravidla pro zobrazení mezi parametry během přechodu mezi systémy s 3G sítěmi nebo ne3GPP přístupovými sítěmi. Také poskytují NAS bezpečnost ochranou integrity a šifrováním signalizačních zpráv NAS. EPS (Evolved Packet System) poskytuje účastník s „připravené-to-používá“ IP konektivita a „vždy-na“ zkušenosti spojením mezi postupy správy mobility a správy relací během připojování UE.
Úplná NAS transakce se skládá z určité posloupnosti elementárních postupů s protokoly správy mobility EPS (EMM) a správy relací EPS (ESM).

### EMM (EPS Správa/řízení mobility)
Protokol správa mobility (EMM) EPS (Evolved Packet System) poskytuje postupy pro řízení mobility, když uživatelské zařízení (UE) používá pozemní rádiovou přístupovou síť Evolved UMTS (E-UTRAN). Také poskytuje řízení bezpečnosti pro protokoly NAS.
EMM zahrnuje různé typy postupů, např.:
- společné postupy EMM mohou být vždy zahájené, pokud existuje signalizační spojení NAS. Postupy tohoto typu jsou iniciované sítí. Zahrnují GUTI realokaci, autentizaci, bezpečnostní režim řízení identifikace a EMM informace.
- specifické postupy EMM — specifické pouze pro UE. V kterémkoli okamžiku může probíhat pouze jeden postup zahájený UE. Postupy patřící k tomuto typu jsou připojení a kombinovaný připojení, detach nebo kombinovaný detach, normální sledování plocha aktualizuje a kombinovaný sledování plocha aktualizuje (S1 režim pouze) a periodický sledování plocha aktualizuje (S1 režim pouze).
- Postupy řízení EMM spojení  — řídí spojení UE se sítí:
  - Požadavek služby: je iniciován UE a používá se pro vytvoření bezpečný spojitost s sítí nebo na požadavek prostředek rezervace pro odesílání dat nebo oba.
  - Postup stránkování: je iniciován sítí a používá se při požadavku na vytvoření signalizačního spojení NAS nebo pro upozornění UE na znovupřipojení, pokud je to třeba jako výsledek síťové chyby.
  - Přenos NAS zpráv: je iniciován UE nebo sítí a používá se pro přepravu SMS zpráv.
  - Obecný přenos NAS zpráv: je iniciován UE nebo sítí a používá se pro přepravu protokolových zpráv z jiných aplikací.

UE a síť provádějí připojovací postup a postup aktivace implicitního kontextu EPS nosiče současně. Během postupu EPS připojení síť aktivuje implicitní kontext EPS nosiče. Zprávy správy EPS relací pro implicitní EPS kontext nosiče aktivace jsou přenášené v informačním prvku ve zprávách řízení EPS mobility. UE a síť úplná kombinovaný implicitní EPS kontext nosiče aktivace postup a připojení postup před vyhrazený EPS kontext nosiče aktivace postup je dokončen. Úspěch postupu připojení je závislý na úspěchu implicitního postupu aktivace EPS kontextu nosiče. Pokud postup připojení selže, pak postupy správy ESM relací také selžou.

### ESM (EPS Správa relací)
EPS protokol správy relací (ESM) poskytuje postupy pro zpracovávání přenosových kontextů EPS. Spolu s řízením nosičů, které poskytuje Access Stratum, poskytuje řízení nosičů uživatelské roviny. Během EMM postupů kromě postupu připojení je přenos ESM zpráv pozastaven.
EPS nosič:
Každý kontext EPS nosiče reprezentuje EPS nosič mezi UE a PDN. Kontexty EPS nosičů mohou zůstat aktivované, i když jsou rádiové nosiče a S1 nosiče tvořící odpovídající EPS nosiče mezi UE a MME dočasně uvolněny. Kontext EPS nosiče může být buď implicitní kontext nosiče nebo vyhrazený kontext nosiče. Implicitní kontext EPS nosiče je aktivován, když UE vyžaduje spojení s PDN. První implicitní kontext EPS nosiče je aktivován během postupu EPS připojení. Síť může navíc současně aktivovat jeden nebo několik vyhrazených přenosových kontextů EPS.
Obecně lze ESM postupy provádět pouze tehdy, pokud je mezi UE a MME navázán EMM kontext a MME iniciovalo bezpečnou výměnu NAS zpráv použitím EMM postupů. Jakmile je UE úspěšně připojené, může od MME požadovat vytvoření spojení na přídavné PDNs. Pro každé přídavné spojení MME aktivuje zvláštní implicitní EPS kontext nosiče. Implicitní EPS kontext nosiče zůstává aktivovaný v celé živostnosti spojitosti s PDN.
Typy ESM postupů:
ESM zahrnuje různé typy postupů jako například:
- Postupy přenosových EPS kontextů jsou iniciované sítí a slouží pro manipulaci s kontexty EPS nosičů, včetně implicitní aktivace kontextu EPS nosiče, aktivace vyhrazeného kontextu EPS nosiče, modifikace kontext EPS nosiče, deaktivace kontextu EPS nosiče.
- Postupy týkající se transakcí — iniciuje UE pro vyžádání prostředků, tj. nového PDN spojení nebo vyhrazeného přenosového prostředku nebo na uvolnění těchto prostředků. Zahrnují postup PDN připojení, postup PDN odpojení, postup přidělení přenosového prostředku, postup modifikace přenosového prostředku.

MME udržuje informace o EMM kontextu a kontextu EPS nosiče pro UEs ve stavech ECM-IDLE, ECM CONNECTED a EMM-DEREGISTERED.

## Protokolový zásobník EPC

### Protokoly MME (Mobility Management Entity)
Protokolový zásobník MME sestává z:
1. zásobníku S1-MME pro podporu S1-MME rozhraní s eNodeB
2. zásobníku S11 pro podporu S11 rozhraní s obslužnou bránou

MME podporuje S1 rozhraní s eNodeB. Integrovaný zásobník S1 MME rozhraní sestává z IP, SCTP, S1AP.
- SCTP (Stream Control Transmission Protocol) je společný transportní protokol, který používá služby Internet Protokolu (IP) a poskytuje službu spolehlivého doručování datagramů adaptačním modulům, jako je S1AP. SCTP poskytuje spolehlivé a řazené doručování nad existujícím IP rámcem. Hlavní vlastnosti poskytované SCTP jsou:
  - vytváření asociací: Asociace je spojení, které se ustaví pro přenos dat mezi dvěma koncovými body, podobně jako TCP spojení. SCTP spojení však může mít na obou koncích několik adres.
  - Spolehlivé doručování dat: Doručuje seřazená data v proudu (s eliminací blokování čela fronty): SCTP zajišťuje uspořádané doručování dat v několika jednosměrných proudech, aniž by docházelo k blokování dat v opačném směru.
- S1AP (S1 Application Part) je signalizační služba mezi E-UTRAN a Evolved Packet Core (EPC) která plní funkce rozhraní S1 jako například funkce správy SAE nosičů, funkce přenosu počátečního kontextu, funkce mobility pro UE, stránkování, funkčnost nastavení do základního stavu, funkce transportu NAS signalizace, oznamování chyb, funkce uvolnění UE kontextiu, přenos stavu.

MME podporuje S11 rozhraní s obslužnou bránou. Integrovaný zásobník rozhraní S11 sestává z IP, UDP a eGTP-C.

### Protokoly obslužné brány (SGW)
SGW sestává z
1. zásobníku S11 řídicí roviny pro podporu S11 rozhraní s MME
2. zásobníků S5/S8 řídicí a datové roviny pro podporu S5/S8 rozhraní s PGW
3. zásobníku S1 datové roviny pro podporu rozhraní S1 uživatelské roviny s eNodeB
4. zásobníku S4 datové roviny pro podporu rozhraní S4 uživatelské roviny mezi RNC z UMTS a SGW z eNodeB
5. Sxa: ve 14. vydání 3GPP bylo do SGW doplněno rozhraní Sx a protokol PFCP umožňující řízení separace uživatelské roviny mezi SGW-C a SGW-U.

SGW podporuje rozhraní S11 s MME a rozhraní S5/S8 s PGW. Zásobník Integrovaný řídicí rovina pro tyto rozhraní sestává z IP, UDP, eGTP-C.
SGW podporuje S1-U rozhraní s eNodeB a S5/S8 rozhraní datové roviny s PGW. Integrovaný zásobník datové roviny pro tato rozhraní sestává z IP, UDP a eGTP-U.

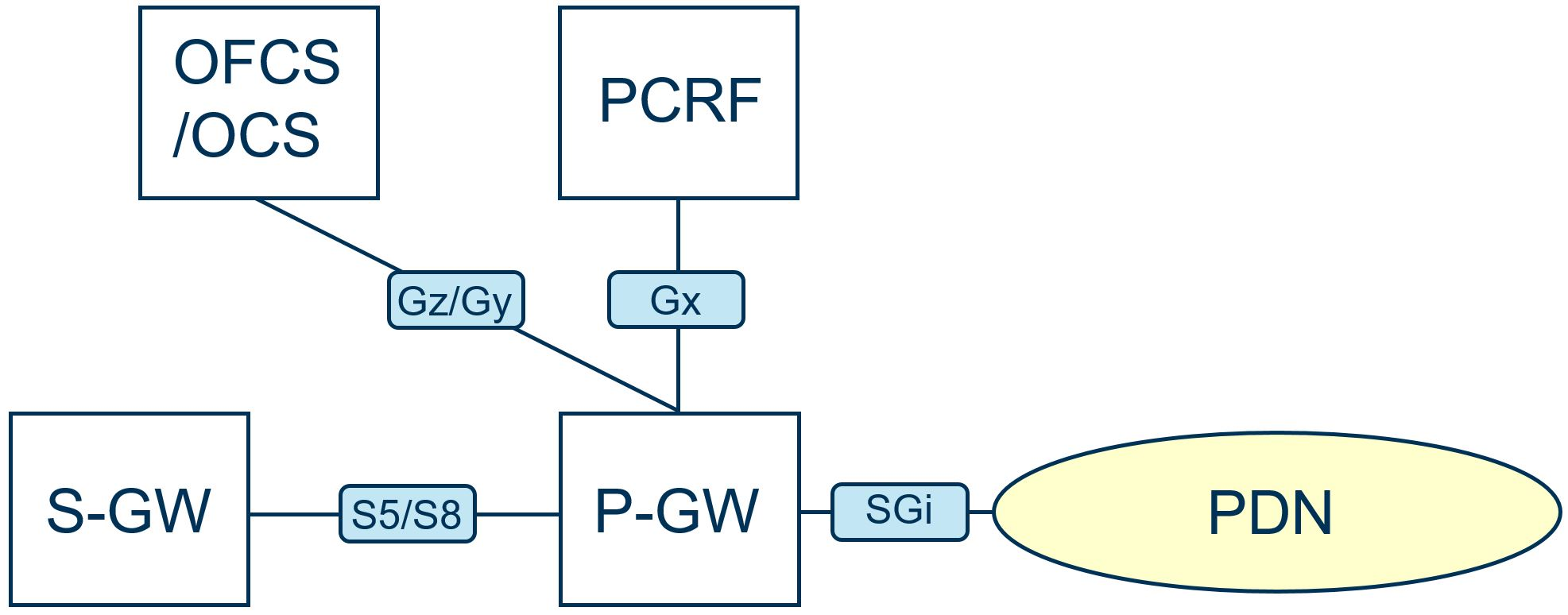
Hlavní rozhraní, která P-GW sdílí s jinými uzly EPC

### Protokoly Síťové brány paketových dat (PGW)
Hlavní rozhraní podporovaná P-GW jsou:
1. S5/S8: toto rozhraní je definované mezi S-GW a P-GW. Pokud jsou S-GW a P-GW umístěné ve stejné síti (bez roamingu), je pojmenované S5; pokud je S-GW umístěné v navštívené síti a P-GW v domovské síti (tj. při roamingu), je pojmenované S8. Na S5/S8 rozhraní se používají protokoly eGTP-C a GTP-U.
2. Gz: toto rozhraní používá P-GW ke komunikaci se systémem offline zpoplatnění (OFCS), především pro přenos Call Detail Records (CDRs) uživatelů se smlouvou pomocí File Transfer Protocol.
3. Gy: toto rozhraní se používá by P-GW ke komunikaci se spřaženým systémem zpoplatnění (OCS). P-GW informuje systém zpoplatnění o datech přenášených předplacenými uživateli v reálném čase. Na rozhraní Gy se používá protokol Diameter.
4. Gx: toto rozhraní používá P-GW ke komunikaci s Policy and Charging Rules Function (PCRF), aby zpracovávat Strategie a Zpoplatnění Pravidla (PCC) pravidla. Tato pravidla obsahují účtovací informace a parametry Quality of Service (QoS), které se použijí při aktivaci přenosu. Na rozhraní Gx se používá protokol Diameter.
5. SGi: toto rozhraní je definované mezi P-GW a externími sítěmi, například pro přístup do Internetu, k firemní síti, atd.
6. Sxb: ve 14. vydání 3GPP bylo do PGW přidáno rozhraní Sx a protokol PFCP dovolující řízení separace uživatelské roviny mezi PGW-C a PGW-U.

## Podpora hlasových služeb a SMS
EPC je jádro sítě, které podporuje pouze přepojování paketů. Pro telefonní hovory a SMS se tradičně používá přepojování okruhů, které v nové síti není.

### Podpora hlasových služeb v EPC
3GPP definovalo dvě řešení pro hlas:
- IMS: Řešení pro IMS Voice over Internet Protocol bylo definováno v 7. vydání.
- Fallback na přepojování okruhů (CSFB): pro hlasový hovor UE přepne rádiovou přístupovou technologii z LTE na technologii 2G/3G, která podporuje služby s přepojováním okruhů. Tento rys vyžaduje 2G/3G pokrytí. Vyžaduje nové rozhraní (nazývané SGs) mezi MME a MSC. Tento rys byl doplněn v 8. vydání.

### Podpora pro SMS služby v EPC
3GPP definovalo tři řešení pro SMS:
- IMS: Řešení pro SMS přes IP bylo definováno v 7. vydání.
- SMS přes SGs: toto řešení vyžaduje SGs rozhraní definované během práce na CSFB. SMS přes LTE se doručují v Non Access Stratum. Pro odeslání nebo příjmu SMS nedochází k přepnutí mezi systémy. Tento rys byl definován v 8. vydání.
- SMS přes SGd: toto řešení vyžaduje SGd rozhraní Diameter v MME a přenáší SMS v Non Access Stratum přes LTE, bez potřeby kompletní signalizace se staršími MSC které zajišťuje CSFB, ani režie spojované s IMS signalizací a s tím spojenou správou EPC nosičů.

Přitom CSFB a SMS přes SGs jsou považovány za dočasné řešení, dlouhodobým řešením je IMS.

## Použití více přístupových sítí
UE se mohou připojovat k EPC pomocí několika přístupových technologií. K těmto přístupovým technologiím patří:
- 3GPP přístupy: tyto přístupové technologie jsou definované 3GPP. Patří k nim General Packet Radio Service, Universal Mobile Telecommunications System, Enhanced Data Rates for GSM Evolution, HSPA, LTE a LTE Advanced.
- ne3GPP přístupy: tyto přístupové technologie nejsou definované 3GPP. Patří k nim technologie jako CDMA2000, Wi-Fi nebo pevné sítě. 3GPP určuje dvě třídy přístupových technologií, které nejsou 3GPP, s různými bezpečnostními mechanismy:
  - důvěryhodné přístupy, které operátor sítě považuje za důvěryhodné z bezpečnostního hlediska (např. síť CDMA2000). Důvěryhodné ne3GPP přístupy mají přímé rozhraní se sítí.
  - nedůvěryhodné přístupy, které operátor sítě nepovažuje ze důvěryhodné z bezpečnostního hlediska (například spojení přes veřejné WiFi hotspoty). Nedůvěryhodné ne3GPP přístupy jsou připojovány do sítě přes ePDG, které poskytuje přídavné bezpečnostní mechanismy (IPsec tunelování).

Rozhodnutí, zda přístupová technologie, která není definovaná 3GPP, je důvěryhodná nebo nedůvěryhodná, je na operátorovi sítě.
Toto rozdělování na důvěryhodné a nedůvěryhodné neplatí pro přístupové metody 3GPP.

## Vydání 3GPP
3GPP publikuje vždy současně celé vydání standardů, které tvoří konzistentní sadu specifikací a vlastností.
| Vydání    | Vydáno             | Informace |
| --------- | ------------------ | --- |
| Vydání 7  | 2007 4. čtvrtletí  | Studie proveditelnosti All-IP sítě (AIPN) |
| Vydání 8  | 2008 4. čtvrtletí  | První vydání EPC. SAE specifikace: vysokoúrovňové funkce, podpora LTE a jiných 3GPP přístupů, podpora ne3GPP přístupů, mezisystémová mobilita, Single Radio Voice Call Continuity (SRVCC), CS fallback. Systém varování před zemětřeseními a tsunami (ETWS). Podpora Home Node B / Home eNode B.                                                                   |
| Vydání 9  | 2009 4. čtvrtletí  | LCS řídicí rovina pro EPS. Podpora IMS nouzových volání přes General Packet Radio Service a EPS. Vylepšení Home Node B / Home eNode B. Systém veřejných varování (anglicky Public Warning System, PWS). |
| Vydání 10 | 2011 1. čtvrtletí  | Síťová vylepšení pro komunikace strojového typu. Různé odlehčovací mechanismy (LIPA, SIPTO, IFOM). |
| Vydání 11 | 2012 3 . čtvrtletí | Další vylepšení pro komunikace strojového typu. Simulace Unstructured Supplementary Service Data v IMS. Řízení QoS založené na limitech účastnických útrat. Další vylepšení LIPA a SIPTO. Single Radio Video Call Continuity (vSRVCC). Single Radio Voice Call Continuity z UTRAN/GERAN do HSPA/E-UTRAN (rSRVCC). Podpora interworkingu s přístupy Broadband Fora. |
| Vydání 12 | 2015 1. čtvrtletí  | Vylepšené fungování malých buněk, agregace nosných (2 uplink nosné, 3 downlink nosné, agregace FDD/TDD nosných), MIMO (3D modelování kanálů, formování svazků v elevaci, masivní MIMO), definice MTC - UE Cat 0, D2D komunikace, vylepšení eMBMS. |
| Vydání 13 | 2016 1. čtvrtletí  | Definováno LTE-U / LTE-LAA, LTE-M, formování svazků v elevaci / Full Dimension MIMO, Indoor positioning, LTE-M Cat 1.4 MHz & Cat 200 kHz |
| ...       |                    | |
| Vydání 18 |                    | https://www.3gpp.org/release18 |